# NGC 755

NGC 755

NGC 755 في الفهرس العام الجديد، هي مجرة، تقع في كوكبة قيطس. اكتشفت في 10 يناير 1785 بواسطة ويليام هيرشل.

## اقرأ أيضا
- NGC 731

## روابط خارجية
- NGC 755 على موقع ويكي سكاي: DSS2, SDSS, GALEX, IRAS, Hydrogen α, X-Ray, Astrophoto, Sky Map, Articles and images